# Equazione di Fenske

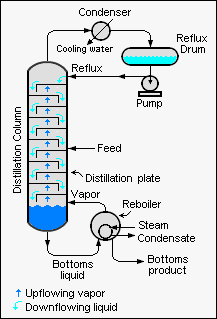
Colonna di distillazione in condizione di riflusso totale.

Nell'ambito dell'ingegneria chimica, l'equazione di Fenske è un'equazione utilizzata per calcolare il numero minimo di piatti teorici richiesti per ottenere la separazione di una miscela binaria (cioè costituita da due componenti) attraverso una colonna di distillazione continua che opera alle condizioni di riflusso totale (cioè in cui la corrente del distillato prodotta nella testa della colonna viene completamente reimmessa nella colonna dopo essere stata condensata).
Tale equazione fu scritta per la prima volta nel 1932 da Merrell Fenske, professore del dipartimento di ingegneria chimica della Pennsylvania State University dal 1959 al 1969.
L'equazione di Fenske può essere rappresentata nella seguente forma:
{\displaystyle \ N={\frac {\log \,{\bigg [}{\Big (}{\frac {X_{d}}{1-X_{d}}}{\Big )}{\Big (}{\frac {1-X_{b}}{X_{b}}}{\Big )}{\bigg ]}}{\log \,\alpha _{avg}}}}
dove:
- {\displaystyle N} è il numero minimo di piatti teorici richiesti in condizione di riflusso totale (considerando anche il ribollitore come un piatto teorico);
- {\displaystyle X_{d}}  è la frazione molare del componente più volatile nella frazione di testa;
- {\displaystyle X_{b}}  è la frazione molare del componente più volatile nella frazione di coda;
- {\displaystyle \alpha _{avg}}  è la volatilità relativa media del componente più volatile rispetto al componente meno volatile.